# Îles Becasses
Les îles Becasses (en espagnol : islas Becasses forment un archipel d'îles et d'îlots inhabités situés dans le canal Beagle. Ils sont rattachés administrativement au département d'Ushuaïa dans la Province de Terre de Feu, Antarctique et Îles de l’Atlantique Sud, au sud de l'Argentine. Son point culminant est situé à 23 m sur l'île Septentrional et à 13 m sur l'île Oriental, les deux principales îles de l'archipel. Ces îles sont situées au centre du canal entre la pointe nord-ouest de l'île Picton et la grande île de la Terre de Feu.
L'île Septentrional a une forme qui ressemble au chiffre « 8 », elle mesure 750 m de long du nord au sud et entre 15 et 300 m de large d'est en ouest. L'île Oriental a une forme ovoïde, avec un diamètre compris entre 30 et 400 m. Au sud de ces îles, formant avec elles un triangle équilatéral d'environ 1,25 km de côté, se trouve l'îlot Meridional. D'autres îles se trouvent à proximité de l'île Oriental. De l'autre côté de l'île Septentrional se trouve une balise pour aider à la navigation. Sur cette île se trouve également le poste de surveillance et de contrôle du trafic maritime Becasses tenu par l'Armée argentine.

## Histoire
Les îles se situent dans la zone qui était habitée par le peuple « canotier » yámanas, ses premiers habitants. Elles sont redécouvertes par l'expédition britannique du HMS Beagle commandée par Robert Fitz Roy en 1830. Elles apparaissent cartographiées sur une carte britannique de 1841 sous le nom d’îles Woodcock, en allusion à la bécasse des bois (Scolopax rusticola, en anglais : Woodcock). En septembre 1892, l'expédition française à bord du Romanche, commandée par Louis-Ferdinand Martial, les renomment îles Becasses.

## Conflit de souveraineté

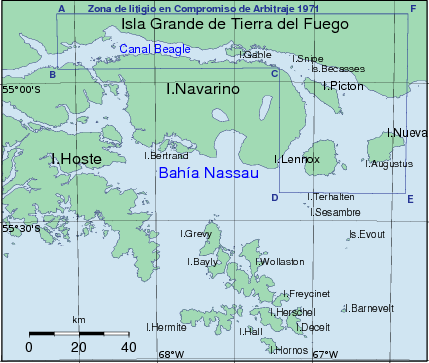
Carte de la zone soumise lors de la sur laquelle se distinguent les îles Becasses.

Les îles Becasses font partie intégrante du conflit frontalier entre l'Argentine et le Chili, connu sous le nom de conflit du Beagle. À la suite de la signature du traité de 1881 entre l'Argentine et le Chili, le Chili prétend que toutes les îles situées dans le canal Beagle lui appartenaient alors que l'Argentine soutenait que le canal Beagle virait en direction du sud, suivant les côtes de l'île Navarino à l'ouest des îles Becasses, donnant le nom de canal Moat au bras de mer dans lequel se trouvent ces îles.
Une tentative de compromis d'arbitrage entre les deux pays en 1960, qui ne sera pas menée à terme, attribuait ces îles à l'Argentine. En 1971, un autre accord d'arbitrage, qui allait déboucher sur la sentence arbitrale de 1977 (es), est signée. Ce dernier attribue les îles Becasses à l'Argentine et délimite les eaux adjacentes, mais il est déclaré nul et non avenu par l'Argentine, bien qu'ayant été accepté par la Chili. Finalement, le Traité de Paix et d'Amitié entre l'Argentine et le Chili de 1984 reconnaît définitivement la souveraineté argentine sur les îles Becasses. 

## Faune
L'île Oriental est un lieu où l'otarie à crinière (Otaria flavescens) élève ses petits, entre novembre et mai. Les îles Becasses sont également un lieu d'élevage pour le goéland de Scoresby (Larus scoresbii) et le cormoran impérial (Phalacrocorax atriceps).
La zone qui va des îles Becasses à l'île Gable héberge l'unique colonie de manchot de Magellan (Spheniscus magellanicus) du canal Beagle et l'unique colonie de manchot papou (Pygoscelis papua) d'Amérique du Sud.